# Orapin Waenngoen
 (juin 2019).
Orapin Waenngoen, née le 7 octobre 1995, est une joueuse thaïlandaise de football évoluant au poste de milieu de terrain. Elle joue en club pour le BG-Bundit Asia et en équipe nationale.

## Carrière
Elle a été internationale de futsal, terminant troisième du Championnat d'Asie féminin de futsal en 2018.
Elle fait partie des 23 joueuses retenues pour disputer la coupe du monde 2019 en France.